# Automatic Loveletter
Gli Automatic Loveletter sono stati un gruppo musicale statunitense formatosi a Tampa nel 2007 e scioltosi nel 2012.

## Formazione

### Formazione attuale
- Juliet Simms – voce, chitarra ritmica (2007-2012)
- Tommy Simms – chitarra solista, cori (2007-2012)
- Clint Fowler – basso (2010-2012)

### Ex componenti
- Tim Burkey – chitarra solista, cori (2007)
- John Yates – tastiera (2007)
- Ross Julian Gruet – chitarra solista (2007-2009)
- Sean Noll – basso (2007-2008)
- Daniel Currier – batteria (2007-2009)
- Ryan Metcalf – batteria (2010-2011)

## Discografia

### Album in studio
- 2010 – Truth or Dare
- 2011 – The Kids Will Take Their Monsters On

### EP
- 2007 – Recover
- 2009 – Automatic Loveletter